# Katedra w Mikkeli
Katedra w Mikkeli (fiń. Mikkelin tuomiokirkko, szw. Sankt Michels domkyrka) – katedra w Mikkeli, w Etelä-Savo, w Finlandii, zaprojektowana przez fińskiego architekta kościelnego Josefa Stenbäcka. Została zbudowana w latach 1896–1897 i reprezentuje styl neogotycki, tak jak wiele innych kościołów zaprojektowanych przez Stenbäcka. Dzwonnica mieści się w zachodnim szczycie kościoła. Kościół ma 1,200 miejsc. 
Organy zostały wybudowane w 1956 przez Fabrykę Organów w Kangasala i mają 51 rejestrów. Obraz ołtarzowy "Ukrzyżowanie" został wykonany przez Pekkę Halonena w 1899.